# Mittelwerk

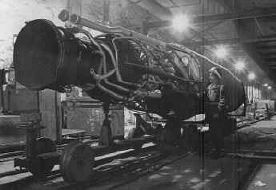
Rakieta V2 w podziemnej fabryce Mittelwerk

Mittelwerk – podziemna fabryka rakiet V1 i V2 w Niemczech. Nazwa Mittelwerk pochodzi od nazwy spółki Mittelwerk GmbH zarządzającej produkcją.
Po nalotach na Peenemünde w 1943 (Operacja Hydra) rozpoczęto budowę podziemnej fabryki Mittelwerk w okolicach wzgórza Kohnstein (335 m n.p.m.; Góry Harz), koło miasta Nordhausen (Turyngia, Niemcy). W pobliżu powstał obóz koncentracyjny Mittelbau-Dora, który dostarczał Niemcom niewolniczej siły roboczej dla zakładów Mittelwerk.
Założenia konstrukcyjne polegały na wykopaniu dwóch prawie dwukilometrowych równoległych tuneli połączonych galeriami prostopadłymi. Były zbliżone do niektórych konstrukcji systemu Riese. Poszczególne prace były prowadzone przez wielkie koncerny niemieckie (AEG, Siemens, Volkswagen, IG Farben i inne). Sam obóz koncentracyjny był również (zwłaszcza na początku) umieszczony pod ziemią. Baraki były umiejscowione w galeriach podziemnych. W styczniu 1944 prace były na tyle zaawansowane, że było możliwe rozpoczęcie prac nad konstrukcją rakiet.
Fabryka została w 1945 zajęta najpierw przez Amerykanów, później przez Rosjan.
Jednym z naukowców pracujących w zakładach oraz odpowiedzialnym za śmierć pracujących tam jeńców był Arthur Rudolph. Został on po wojnie sprowadzony do Stanów Zjednoczonych w ramach Operacji Paperclip.